# ジェイアール西日本リネン
株式会社ジェイアール西日本リネンは、西日本エリアで列車やホテルのクリーニング事業を行う、西日本旅客鉄道(JR西日本)の子会社（連結子会社）。

## 概要
1982年に山陽リネンサプライ株式会社として創業。1997年9月1日に現社名に改称した。山陽新幹線やJR西日本の在来線特急（トワイライトエクスプレスやサンダーバード、サンライズなど）の背もたれカバーやリネン類の洗濯を行う鉄道リネンサプライ事業、ホテルグランヴィア京都に代表されるシティホテルの宴会場・客室等のホテルリネンサプライ事業を展開している。

## 本社・支社等
- 本社
  - 大阪府大阪市淀川区西中島五丁目4番20号中央ビル
- 岡山支社
  - 岡山県倉敷市中庄2322番地1